# Hantang (köpinghuvudort i Kina, Jiangxi Sheng, lat 28,15, long 114,79)
Hantang är en köpinghuvudort i Kina. Den ligger i provinsen Jiangxi, i den sydöstra delen av landet, omkring 120 kilometer sydväst om provinshuvudstaden Nanchang. Antalet invånare är 15 990. Befolkningen består av 7 764 kvinnor och 8 226 män. Barn under 15 år utgör 21,0 %, vuxna 15-64 år 68 %, och äldre över 65 år 10,0 %.
Runt Hantang är det tätbefolkat, med 266 invånare per kvadratkilometer. Närmaste större samhälle är Tianxin, 18,2 km väster om Hantang. I omgivningarna runt Hantang växer huvudsakligen savannskog.
Genomsnittlig årsnederbörd är 2 214 millimeter. Den regnigaste månaden är maj, med i genomsnitt 382 mm nederbörd, och den torraste är oktober, med 45 mm nederbörd.